# Clementshus
Das Clementshus beherbergt heute die dänischen Seniorenwohnungen in der Stadt Bredstedt (dänisch Bredsted, friesisch Bräist), am Rande der Schleswigschen Geest im Kreis Nordfriesland in Schleswig-Holstein.

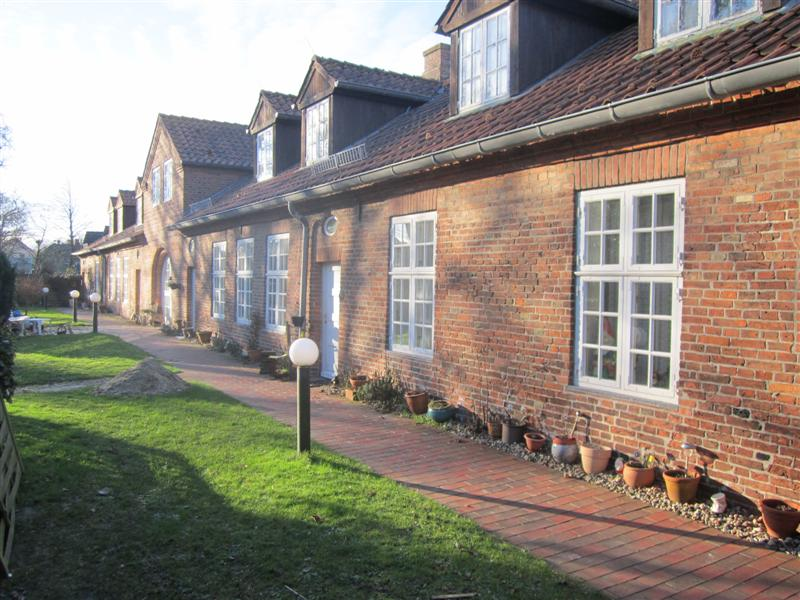
Die dänischen Seniorenwohnungen in Bredstedt

Der Stifter Anton Clement war am dänischen Hof königlicher Kanzleirat und 17 Jahre Landvogt in Bredstedt. Geboren wurde er in Hackstedt, wo der Vater fürstlicher Stiftsvogt war. In Bredstedt lebte Anton Clement unverheiratet zusammen mit seiner Schwester in der heutigen Herrmannstraße (Gösegang). Er vermachte am 9. März 1711 sein Vermögen zur Errichtung eines Armenhauses der „Kommüne Bredstedt“. Im Pietismus war es ein Ruf der Zeit, den Armen Hilfe zu leisten. Der Bau wurde einer der vielen, die von vermögenden Personen im dänischen Königreich für die Armen erbaut wurden. Das Armenhaus mit den acht Wohnungen wurde neun Jahre nach seinem Tod im Jahre 1720 in seinem Garten erbaut.
Die Stadt Bredstedt verkaufte das Haus 1970 an den Sydslesvigsk Forening (der dänische Kulturverein für Südschleswig) um in dem Gebäude einen Versammlungs- und Kirchensaal einzurichten. Außerdem sollten Räumlichkeiten für den dänischen Jugendverein geschaffen werden. Wegen fehlender Mittel konnte eine Restaurierung des Gebäudes jedoch nicht durchgeführt werden.

## Renovierung 1987
Erst als der Dansk Sundhedstjeneste for Sydslesvig (der dänische Gesundheitsdienst für Südschleswig) das Haus 1987 übernahm, konnte mit Hilfe öffentlicher Zuschüsse und einer großzügigen Spende der dänischen A.P.Møller-Stiftung eine umfassende Restaurierung durchgeführt und sechs Seniorenwohnungen eingerichtet werden.
Gegenüber dem Clementshus befinden sich heute die dänische Schule und Kindergarten.

## Renovierung 2015
2014–2015, nach 27-jähriger Nutzung, wurde das Gebäude abermals grundlegend restauriert durch eine Spende von kr. 3,2 Millionen der A.P.Møller-Stiftung.
Koordinaten: 54° 37′ 10,7″ N, 8° 57′ 51,5″ O